# الإعاقة في الولايات المتحدة
يشكل ذوو الإعاقة في الولايات المتحدة أقلية كبيرة، إذ يمثلون خُمس عدد السكان الإجمالي، وأكثر من نصف الأميركيين الذين تجاوزوا سن الثمانين. هناك تاريخ معقد يربط الولايات المتحدة بسكانها من ذوي الإعاقة، مع إحراز تقدم كبير خلال القرن الماضي لتحسين حياة المواطنين ذوي الإعاقة من خلال تشريعات توفر الحماية والمنافع. ومن أبرز هذه التشريعات، قانون الأمريكيين ذوي الإعاقة لعام 1990، وهو قانون شامل لمكافحة التمييز يهدف إلى حماية الأميركيين ذوي الإعاقة في الأماكن العامة وسوق العمل.

## تعريفات
وفقًا لمجلس المشورة في الضمان الاجتماعي، فعندما بدأت الحكومة الفيدرالية لأول مرة في تخصيص الأموال لبرامج المساعدة على الإعاقة التي تديرها الولايات، كان تعريف المستفيدين المؤهلين يتطلب أن يكونوا "معاقين بشكل تام ودائم". وفي عام 1956، وسّع برنامج تأمين الإعاقة هذا التعريف ليصف الإعاقة بأنها "عدم القدرة على الانخراط في أي نشاط مدرّ للدخل بشكل كبير، بسبب ضعف بدني أو عقلي يمكن تحديده طبيًا، ويتوقع أن يؤدي إلى الوفاة أو يستمر لفترة طويلة وغير محددة المدة".
أشار النقّاد إلى أن هذه اللغة حصرت مفهوم الإعاقة في نطاق مهني، فتم لاحقًا تبني تعريفات أكثر شمولًا. وينص التوافق الحديث داخل المجالات الحكومية والطبية والاجتماعية في الولايات المتحدة على أن الإعاقة تشمل حالات الضعف التي تعيق الأفراد جسديًا أو عقليًا عن الانخراط في أنشطة حياتية هامة، أو حتى مجرد التصوّر بامتلاك مثل هذا الضعف. على سبيل المثال، قيّمت مراكز السيطرة على الأمراض والوقاية منها (CDC) الإعاقة عام 2013 عبر خمسة أبعاد: الرؤية، والإدراك، والتنقل، والرعاية الذاتية، والاستقلالية في المعيشة.
تختلف الحالات التي تندرج تحت هذا التعريف بحسب السياق، لكن يُتفق عمومًا على أن الإعاقة تشمل، دون حصر، ما يلي:
- توحد
- مرض مناعي ذاتي (مثل: ذئبة حمامية شاملة، ألم عضلي ليفي، التهاب المفاصل الروماتويدي، الإيدز)
- إعاقة بصرية
- سرطان
- أمراض القلب والأوعية الدموية
- داء بطني
- شلل دماغي
- صمم أو فقدان السمع
- اكتئاب أو اضطراب القلق
- السكري
- صرع
- أمراض الجهاز الهضمي (مثل: داء كرون، متلازمة القولون العصبي)
- إعاقة ذهنية
- فقدان أطراف كليًا أو جزئيًا
- أمراض الجهاز العصبي (مثل: صداع نصفي، التصلب المتعدد، مرض باركنسون)
- اضطراب نفسي (مثل: اضطراب ثنائي القطب، اضطراب اكتئابي، اضطراب الكرب التالي للصدمة النفسية، فصام)

## التاريخ
على المستوى الفيدرالي، كانت التشريعات المتعلقة بالإعاقة محدودة في القرنين الثامن عشر والتاسع عشر، ومن القوانين البارزة في ذلك الوقت قانون الإغاثة للبحارة المرضى والمعاقين، الذي وقّعه جون آدامز في عام 1798.
في أوائل القرن العشرين، تم تمرير قوانين تعقيم في عدة ولايات، مما سمح للحكومات بإجراء عمليات تعقيم قسرية للأشخاص الذين يعانون من اضطرابات عقلية. وقد أيدت المحكمة العليا دستورية هذه التشريعات في قضية عام 1927 المعروفة باسم باك ضد بيل، واستمر العمل بهذه القوانين حتى تم حظرها بعد ما يقرب من نصف قرن، من خلال تشريع التعقيم الفيدرالي لعام 1978، رغم أن بعض الثغرات القانونية استُغلت لاستمرار عمليات التعقيم حتى العصر الحديث.
بدأ ازدهار تشريعات حقوق ذوي الإعاقة في القرن العشرين بعد الحرب العالمية الأولى، عندما أنشأ الكونغرس برامج إعادة التأهيل، التي قدمت الدعم في التعليم والرعاية الصحية لقدامى المحاربين.
وشهدت الثلاثينيات تقدمًا مهمًا مع انتخاب الرئيس فرانكلين روزفلت، الذي كان مصابًا بإعاقة جسدية، وتوقيعه على قانون الضمان الاجتماعي.
كانت إحدى أوائل الجماعات البارزة التي تشكلت للدفاع عن حقوق ذوي الإعاقة في أمريكا هي رابطة ذوي الإعاقات الجسدية، التي تأسست في أوائل الثلاثينيات. وقد عارضت هذه الجماعة بشدة الرئيس روزفلت، وانتقدت التمييز الذي يواجهه الأشخاص ذوو الإعاقة في سوق العمل، مما أدى إلى استهدافها من قبل إدارة روزفلت.
جاء مزيد من التقدم في العدالة لذوي الإعاقة بالتزامن مع حركة الحقوق المدنية في النصف الثاني من القرن العشرين.
في عام 1961، نشر المعهد الأمريكي للمعايير الوطنية وثيقة تتناول قيود الوصول إلى المباني للأشخاص ذوي الإعاقات الجسدية، مما دعم إقرار قانون الحواجز المعمارية لعام 1968 وشجّع عدة ولايات على تبنّي تشريعات شاملة للوصول في السبعينيات.
كما تم تمرير ميديكيد وقانون إنشاء مرافق الإعاقة العقلية ومراكز الصحة النفسية المجتمعية في الستينيات، حيث خصصت هذه التشريعات تمويلًا للرعاية الصحية وتطوير المجالس المحلية، وأطر المناصرة، والمسارات التعليمية لما بعد المرحلة الثانوية للمواطنين ذوي الإعاقة.
وفي السبعينيات، تم سن تشريعات رئيسية لمكافحة التمييز، تضمنت إلغاء آخر قانون القبح، الذي كان يسمح للشرطة باعتقال الأشخاص لمجرد مظهرهم إذا بدوا معاقين، وكذلك قانون إعادة التأهيل لعام 1973 وقانون تعليم الأفراد ذوي الإعاقة (IDEA)، اللذان منعا التمييز على أساس الإعاقة في المؤسسات التي تتلقى تمويلًا عامًا.
شهدت الثمانينيات مزيدًا من التقدم نحو تحقيق إمكانية الوصول من خلال إقرار قانون الوصول إلى شركات الطيران، وتعديلات قانون الإسكان العادل، وقانون المساعدة التكنولوجية للأشخاص ذوي الإعاقة، بالإضافة إلى العدالة من خلال إنشاء قانون الحقوق المدنية للأشخاص في المؤسسات (CRIPA).
في عام 1990، شكل قانون الأمريكيين ذوي الإعاقة (ADA) نقطة تحول بارزة، إذ وضع إطارًا شاملًا للحماية والتسهيلات للأشخاص ذوي الإعاقة. وفي وقت لاحق من ذلك العقد، تم تقديم تشريعات مثل قانون الاتصالات لعام 1996 وقانون التذكرة للعمل وتحسين الحوافز (TWWIIA)، التي وسعت نطاق ADA.
مع مطلع الألفية، صدرت قرارات محورية من المحكمة العليا مثل أولمستيد ضد إل. سي. وتينيسي ضد لين، التي أكدت على الحقوق الفيدرالية للأشخاص ذوي الإعاقة.

## التركيبة السكانية
وفقًا لتقرير الوضع الإعاقي: 2019 - موجز تعداد السكان لعام 2019، فإن ما يقارب 20% من الأمريكيين يعانون من إعاقة جسدية أو نفسية واحدة أو أكثر:
أحصى تعداد عام 2000 حوالي 49.7 مليون شخص لديهم نوع من الحالات أو الإعاقات طويلة الأمد. وقد شكّلوا نسبة 19.3٪ من بين 257.2 مليون شخص ممن تبلغ أعمارهم 5 سنوات فأكثر من السكان المدنيين غير المقيمين في مؤسسات – أي نحو شخص واحد من كل خمسة...
وتختلف هذه النسبة حسب قائمة الاضطرابات النفسية في الدليل التشخيصي والإحصائي للاضطرابات النفسية. ومن المفيد الإشارة إلى أن مفهوم الإعاقة في الولايات المتحدة يُصنّف حسب أنواع متعددة من الإعاقات الجسدية أو العقلية، والتي تشمل القدرة الجسدية على الحركة، والحالة الذهنية بما في ذلك مهارات اتخاذ القرار والذاكرة، والقدرة على الرؤية، والاستقلالية، وأخيرًا ما إذا كان الشخص يعتمد على أحد لمساعدته في أداء المهام.[بحاجة لمصدر]
ووفقًا لموجز تعداد السكان 97-5: "نحو واحد من كل خمسة أمريكيين يعاني من نوع من الإعاقة، وواحد من كل عشرة يعاني من إعاقة شديدة. ولا تؤثر هذه الإحصائية فقط على الأشخاص ذوي الإعاقة، بل إنهم يواجهون عوائق قد تنعكس أيضًا على أطفالهم أو حتى أحفادهم، من حيث الرعاية الصحية والتعليم."
يتحمل مكتب تعداد الولايات المتحدة مسؤولية قانونية في تطوير البيانات المتعلقة بأنواع وانتشار الإعاقة بين السكان. وتُظهر الإحصاءات أن أعلى نسبة من الأفراد ذوي الإعاقة تتركز في المناطق الجنوبية مثل تكساس وفلوريدا وميسيسيبي، وأي منطقة على طول الساحل الجنوبي. أما الولايات ذات أدنى نسبة من الأفراد ذوي الإعاقة فتشمل مناطق الغرب مثل وايومنغ وكولورادو ويوتاه. ويحظى هؤلاء الأشخاص بالحماية بموجب ثلاثة قوانين رئيسية: قانون الأمريكيين ذوي الإعاقة، وقانون تعليم الأفراد ذوي الإعاقة، والفقرة 504 من قانون إعادة التأهيل.
الهدف الأساسي من جمع بيانات المسح الأمريكي للمجتمع (ACS) حول الإعاقة هو مساعدة الكونغرس الأمريكي في تحديد توزيع التمويل الفيدرالي وتوجيه السياسات. كما تُستخدم لتحديد خصائص السكان ذوي الإعاقة في الولايات المتحدة. ويُعد تحديد عدد ومواقع الأشخاص ذوي الإعاقة أمرًا حيويًا لوضع سياسات تهدف إلى توفير خدمات مثل النقل العام.
لا يقيس المسح الأمريكي للمجتمع (ACS) الإعاقة بشكل مباشر، وتوجد دراسات استقصائية أصغر تقدم بعض المعلومات حول الإعاقة في الولايات المتحدة. تشمل هذه الدراسات المسح الوطني للمقابلات الصحية، ودراسة الصحة والتقاعد، ونظام مراقبة عوامل الخطر السلوكية، ودراسة "الصحة والشيخوخة وتركيب الجسم".
وعلى الرغم من أن الردود على هذه الدراسات تُشار إليها عادة بأنها "إعاقة"، إلا أنه يمكن القول إنها تقيم القدرة المدركة على أداء المهام الوظيفية باستخدام تقارير ذاتية وأخرى نيابية. وقد استعرضت المنشورات الحالية تفاصيل عن سكان الولايات المتحدة ذوي الإعاقة باستخدام بيانات ACS.
كما سلطت دراسات أخرى الضوء على مشاكل تتعلق ببيانات الإعاقة في المسح الأمريكي للمجتمع.
ويستمر البحث في مجال الإعاقة في التطور، ويتم اقتراح حلول لمواجهة التحديات المنهجية الحالية. ونظرًا لأهمية هذه البيانات في توزيع التمويل الفيدرالي والسياسات، فإن باحثين من تخصصات متعددة مثل علم الاجتماع وعلم الأوبئة والحكومة يستخدمون بيانات ACS على نطاق واسع لفهم أوضح للإعاقة في الولايات المتحدة.

### الأمريكيون الأفارقة
وفقًا لتعداد الولايات المتحدة لعام 2000، فإن المجتمع الأمريكي من أصول أفريقية يسجل أعلى معدل إعاقة في البلاد بنسبة 20.8%، وهي نسبة أعلى قليلاً من المعدل العام للإعاقة البالغ 19.4%. وبناءً على هذه الإحصاءات، يمكن القول إن الأمريكيين من أصول أفريقية الذين يعانون من إعاقات يواجهون أعلى مستويات نقص العمالة والبطالة، وكذلك انخفاضًا في مستويات التعليم مقارنةً بالفئات الأخرى من ذوي الإعاقات. فعلى سبيل المثال، تُظهر نتائج المسح الأمريكي المجتمعي لعام 2015 أن الأمريكيين الأفارقة من ذوي الإعاقات يعيشون تحت خط الفقر بمعدل يزيد من 1.5 إلى مرتين عن باقي الفئات العرقية الأخرى في الولايات المتحدة.

#### العدالة الجنائية
تشير بيانات المسح الوطني الطولي للشباب إلى أن الرجال السود من ذوي الإعاقات يواجهون أعلى احتمال تراكمي للتعرض للاعتقال قبل بلوغهم سن 28، مقارنةً بالأشخاص من أعراق أو أجناس أو أوضاع إعاقة مختلفة. أما النساء الأميركيات من أصول أفريقية العائدات إلى المجتمع بعد قضاء فترة سجن، فقد أشارت دراسة نُشرت في مجلة JHCPCU إلى أن الإعاقة، وخاصة الإصابة بفيروس نقص المناعة البشرية (HIV) أو التهاب الكبد الفيروسي (HCV)، تعتبر من العوامل الرئيسية المرتبطة بانخفاض استخدام خدمات الرعاية الصحية المختلفة، مثل الرعاية البديلة والطوارئ.
وقد ساهمت الدعوات إلى إصلاح حقوق الإنسان والعدالة الجنائية ضمن حركة حياة السود مهمة في تسليط الضوء على الكيفية التي يتعرض بها الأفراد السود من ذوي الإعاقات للعنف المفرط من قبل الشرطة. من الأمثلة على ذلك، حادثة مقتل ماركوس-ديفيد بيترز عام 2018، وهو رجل أسود غير مسلح كان يعاني من أزمة نفسية عند مقتله، ما دفع إلى اقتراح تشريعات مثل قانون الاستجابة للتوعية بالصحة النفسية وفهم المجتمع (MARCUS) في ولاية فرجينيا، والذي ينص على أن يتم التعامل مع الأزمات النفسية بمشاركة كل من الشرطة وأخصائيي الصحة النفسية. كما ساهمت المشاهد المصورة لمقتل والتر والاس، وهو رجل أسود له تاريخ مع المرض النفسي، في رفع الوعي بحركة حياة السود من ذوي الإعاقة مهمة (Black Disabled Lives Matter).

#### التعليم
تشير أبحاث نُشرت في مجلة تاريخ الأمريكيين من أصل أفريقي إلى أن العواقب المستمرة للفصل العنصري والانفصال في صفوف التعليم الخاص قد تكون لها آثار تراكمية سلبية على جودة التعليم الذي يتلقاه الطلاب الأمريكيون من أصل أفريقي من ذوي الإعاقة. وتقترح مقالة في مراجعة التعليم بجامعة هارفارد أن البيداغوجيا التعليمية المصمّمة لـ"التلقيح التبادلي" بين الائتلافات القائمة على العرق والإعاقة هي وسيلة فعالة لمكافحة الإقصاء الذي يؤثر بشكل خاص على الأطفال السود من ذوي الإعاقة.

#### التوظيف
وفقًا لدراسة نُشرت في مجلة سياسات الإعاقة، يعاني السود من ذوي الإعاقة من معدلات بطالة أعلى بكثير وأجور شهرية أقل مقارنة بمجتمع ذوي الإعاقة عامةً وبقية السكان. كما أفاد بحث نُشر في مجلة الإرشاد في إعادة التأهيل التطبيقي أن المتخصصين في الإرشاد حدّدوا أن حالة الإعاقة يمكن أن تُقيّد فرص التوظيف للمدانين السود واللاتينيين الباحثين عن فرص عمل.

#### الرعاية الصحية
يواجه الأمريكيون السود من ذوي الإعاقة حواجز في الحصول على رعاية طبية شاملة لمعالجة حالاتهم الصحية السابقة. وقد أظهرت الدراسات المنشورة في مجلة علم الشيخوخة التطبيقي أن النساء الأمريكيات من أصل أفريقي المسنّات أكثر عرضة للإصابة بإعاقة مقارنة بنظيراتهن من العرق الأبيض، كما أنهن يعتمدن على برنامج ميديكيد بشكل أكبر لتغطية تكاليف الرعاية الصحية. كما بيّنت نفس الدراسات وجود ارتباط بين عدم التغطية التأمينية أو الاعتماد على ميديكيد وارتفاع معدلات الإعاقة. وفيما يتعلق بالأطفال ذوي الإعاقة، تبيّن أنه عند الأخذ في الاعتبار الحالة الاجتماعية الاقتصادية والتأمين الصحي، فإن الأطفال السود واللاتينيين من ذوي الإعاقة كانوا أقل احتمالًا لتلقي رعاية طبية تخصصية مقارنة بأطفال من خلفيات عرقية أخرى، بحسب أبحاث نُشرت في مجلة طب الأطفال (PEDIATRICS).

## التفاوتات

### التمييز في العمل
يتطلب قانون إعادة التأهيل لعام 1973 من جميع المنظمات التي تتلقى تمويلًا حكوميًا توفير برامج وخدمات الوصول. أما القانون الأحدث، قانون الأمريكيين ذوي الإعاقة لعام 1990 (ADA)، الذي دخل حيز التنفيذ في عام 1992، فيحظر على أصحاب العمل الخاصين، والحكومات المحلية والإقليمية، ووكالات التوظيف، والنقابات، التمييز ضد الأفراد المؤهلين من ذوي الإعاقة في إجراءات التوظيف، والتعيين، والفصل، والتقدم الوظيفي، والتعويضات، وتدريب العمل، أو في الشروط والأحكام وامتيازات العمل. يشمل ذلك المنظمات مثل الشركات التجارية، ودور السينما، والمطاعم. يجب عليهم تقديم تسهيلات معقولة للأشخاص ذوي الاحتياجات المختلفة. يمتد الحماية إلى أي شخص لديه (أ) إعاقة جسدية أو عقلية تحد بشكل كبير من إحدى أو أكثر من الأنشطة الحياتية الرئيسية للفرد، أو (ب) سجل من مثل هذه الإعاقة، أو (ج) يُنظر إليه على أنه يعاني من مثل هذه الإعاقة. يُرى أن المعايير الثانية والثالثة تضمن الحماية من التمييز الجائر بناءً على التصور عن المخاطر، لمجرد أن شخصًا ما لديه سجل من الإعاقة أو يظهر أنه يعاني من إعاقة أو مرض (مثل الصفات التي قد تؤخذ بشكل خاطئ على أنها علامات مرض). تجعل قوانين حماية العمل التمييز ضد الأفراد المؤهلين من ذوي الإعاقة أمرًا غير قانوني وقد تطلب أيضًا تقديم التسهيلات المعقولة.  تشمل التسهيلات المعقولة التعديلات في البيئة المادية مثل جعل المنشآت أكثر قابلية للوصول، ولكن أيضًا تشمل زيادة مرونة العمل مثل إعادة هيكلة الوظائف، أو جداول العمل الجزئي أو المعدلة، أو إعادة التعيين إلى منصب شاغر. على الرغم من أن العديد من أصحاب العمل لديهم اتجاه (علم النفس) أكثر تقدمًا ووعيًا مقارنة بالسنوات الماضية، فإن كلمة "إعاقة" تحمل بعض الدلالات السلبية لمعظم أصحاب العمل. قد تؤدي المواقف السلبية من أصحاب العمل تجاه الموظفين المحتملين من ذوي الإعاقة إلى سوء الفهم والتمييز. 

### التفاوت في الرعاية الصحية
يُعرف "تناقض الإعاقة"، وهو مفهوم يبرز ميل الأفراد غير المعاقين إلى الاعتقاد بأن المعاقين لديهم مستويات معيشية أسوأ مما يراهم المعاقون أنفسهم، ويستمر هذا في بيئات الرعاية الصحية. أظهرت أبحاث نشرت في "دليل دراسات الإعاقة" أن الممارسين الطبيين يعطون درجات نوعية حياة أقل للأشخاص ذوي الإعاقة مقارنة بما قد يمنحه أعضاء المجتمع العام.  يعبر مقال في "مجلة معهد كينيدي للأخلاقيات" عن أنه نتيجة لذلك، يدخل الأطباء في الاستشارات بتصورات جامدة ومتحيزة حول إعاقات مرضاهم.  وتؤكد أنيتا هو، وهي باحثة في الأخلاقيات الطبية، أن زيادة الثقة لدى الممارسين يمكن أن تؤثر سلبًا على الأشخاص ذوي الإعاقة حيث تزيد من احتمالية أن يفقد المرضى الثقة في أطبائهم أو، بالمقابل، يضعون ثقة مفرطة في رؤى مقدمي الرعاية بشأن حالتهم.  تؤثر التفاوتات في الوصول إلى الرعاية الصحية أيضًا على السكان ذوي الإعاقة. على سبيل المثال، تعاني معظم المناطق الريفية — خاصة في منطقة السهول الكبرى — من نقص أو عدم وجود بنية طبية حكومية منظمة لدعم السكان المعاقين الفقراء، مما يؤدي إلى أن تؤثر الإعاقة في الولايات المتحدة ليس فقط على الأفراد جسديًا وعقليًا ولكن أيضًا اجتماعيًا واقتصاديًا. 

### الفقر
أظهرت الدراسات المتعلقة بـ "صلة الفقر والإعاقة"  أن الفقر والإعاقة مرتبطان عبر جميع المجموعات العرقية والإثنية في الولايات المتحدة. سيؤدي الاستقرار المالي للأشخاص ذوي الإعاقة إلى تقليل الاعتماد على برامج الدعم الحكومي. أُجريت دراسات باستخدام بيانات مكتب التعداد الأمريكي لدراسة الانتشار العالي للإعاقات بين المتلقين للمساعدات الاجتماعية. كانت 13% من الأسر التي لديها أطفال دون سن 18 عامًا وتتلقى أيضًا مزايا الرعاية الاجتماعية تحتوي على طفل واحد على الأقل يعاني من إعاقة. كانت الأسر التي يقل دخلها عن ضعف خط الفقر أكثر عرضة بنسبة 50% لأن يكون لديها طفل يعاني من إعاقة مقارنة بالأسر التي لديها دخل أعلى. الأطفال ذوو الإعاقات من الأسر التي يزيد دخلها السنوي عن 50,000 دولار كانوا أكثر عرضة للالتحاق بالتعليم العالي.
تشير الأبحاث إلى أن التعليم العالي يؤثر على فرص العمل والدخل للأشخاص ذوي الإعاقة. كما لوحظت الفرص والمداخيل الوظيفية شبه المتساوية للأشخاص ذوي الإعاقة مقارنة بنظرائهم غير المعاقين. بينما يمتلك واحد من كل خمسة أشخاص في الولايات المتحدة درجة بكالوريوس على الأقل، تشير بعض الدراسات إلى أن امتلاك شهادة بكالوريوس هو الفارق بين الأمان الوظيفي والبطالة.

## الموارد العامة

### إدارة الضمان الاجتماعي
تُعرّف إدارة الضمان الاجتماعي (SSA) الإعاقة على أنها عدم قدرة الفرد على أداء النشاطات الرزق التي تتطلب جهدًا جسديًا ملحوظًا (SGA)، مما يعني "العمل الذي يدفع الحد الأدنى للأجر أو أكثر". تقوم الوكالة بربط SGA بقائمة من الحالات الطبية التي تؤهل الأفراد للحصول على إعانات الإعاقة. يحصل الأفراد ذوو الإعاقة على التأمين مما يضمن لهم استمرار الحصول على أجر عندما يجب عليهم التوقف عن العمل أو لا يستطيعون العمل بسبب شدة مرضهم. يعد برنامجا SSDI و SSI من برامج الضمان الاجتماعي التي تساعد في المدفوعات.
توفر إدارة الضمان الاجتماعي للأمريكيين ذوي الإعاقة نوعين من الإعانات: تأمين الإعاقة من الضمان الاجتماعي (SSDI) والدخل التكميلي للضمان الاجتماعي (SSI). باختصار، يعد برنامج SSDI مفيدًا بحيث يشبه الرفاهية، ولكن يجب أن يكون الشخص قد عمل بما فيه الكفاية طوال حياته ويدفع ضرائب الضمان الاجتماعي ليتم قبوله. هذا البرنامج مفيد بشكل خاص لأولئك الذين لا يعانون من إعاقات أو أمراض شديدة، لأن الأشخاص الذين لا يستطيعون التحرك لم يكونوا قادرين على العمل. من الجيد في هذا البرنامج أنه لا يفيد الفرد فقط، بل يساعد أفراد عائلته أيضًا. بالنسبة لبرنامج SSI، فإن تأمين SSI أو برنامج التأمين الاجتماعي موجود لدفع الإعانات للأفراد الذين لم يتمكنوا من العمل أو لديهم رأس مال قليل. ولكن، بالنسبة لكلا التأمينين، يتطلب نفس الموافقة من خلال إعاقة الشخص.

ينتهي بعض المساعدات إذا بدأ المستفيد في العمل. إذا كانت تلك المساعدات (مثل الرعاية الشخصية أو النقل) ضرورية للعمل، فإنها تخلق فخ الرعاية الاجتماعية حيث يصبح من المستحيل العمل رغم الرغبة والقدرة على العمل. تقدم بعض البرامج حوافز للعمل.

### التعليم

#### المرحلة الابتدائية حتى الثانوية
قبل أن يتم تمرير قانون تعليم الأفراد ذوي الإعاقة، كان الأطفال ذوي الإعاقة معرضين لخطر عدم تلقي التعليم العام المجاني والمناسب، لكن كل قانون يحمي الأفراد ذوي الإعاقة يحمي معايير مختلفة تشمل التمايز في المدارس، والقانون الذي يجب على المدارس أن تكون على اطلاع عليه فيما يتعلق بقانون المرحلة الابتدائية حتى الثانوية، وتوفير الخدمة المتساوية للجمهور الذين يقدمون أي خدمات. لكي ينطبق قانون IDEA، يجب أولاً تحديد قدرة الطفل على الاستفادة من التعليم العام. هذه الفائدة لا تقتصر على الأطفال في سن المدرسة فقط، بل تنطبق على الأطفال ذوي الإعاقة منذ الطفولة المبكرة.
نظرًا للوصمة الاجتماعية للإعاقة، يتم أحيانًا التعامل مع الأطفال على أنهم أطفال معاقون، ولا يتم تضمينهم في الأنشطة التي تمكن الأطفال الآخرون من المشاركة فيها. ومع ذلك، بالنسبة لهؤلاء الأفراد ذوي أي نوع من الإعاقات مثل صعوبات التعلم أو الإعاقات الجسدية، فإن قانون الأمريكيين ذوي الإعاقة يغطيهم. يضمن هذا القانون عدم التمييز ضد أي شخص خارج منزله، بما في ذلك العمل، والمدرسة، وأي مكان عام. الأماكن التي لا يغطيها تشمل المناطق المصرح بها أو الخاصة بما في ذلك المنزل. يمكن للمعلمين أن يضعوا توقعات منخفضة للطلاب ذوي الإعاقة، مما يؤثر على تحصيلهم التعليمي في المستقبل. على الرغم من أن مستقبلهم قد يتأثر، إلا أن قانون المرحلة الابتدائية حتى الثانوية واسع في التعليم وسيقوم القسم 504 من قانون التأهيل بتوضيح ذلك. يضمن هذا القانون حماية الأفراد الذين حضروا المدارس، أو شاركوا في فرق رياضية مدرسية، أو حضروا أي فعاليات في الحرم الجامعي أو خارجه، ما لم تكن المدرسة غير ممولة من الحكومة. يجب أن يتم منح هؤلاء الطلاب التسهيلات التي قد لا يحصل عليها الطلاب الآخرون بسبب إعاقاتهم.
بموجب قانون تعليم الأفراد ذوي الإعاقة، يجب على المنطقة التعليمية أن توفر لكل طفل معاق برنامج التعليم المنفرد (IEP). يتم إعداد الـ IEP من قبل فريق من المسؤولين المدرسيين والأوصياء، وقد يشمل محامي الطفل، المستشارين، المعالجين المهنيين، أو متخصصين آخرين. يضمن قانون تعليم الأفراد ذوي الإعاقة أن يتم إعفاء الأطفال من جميع الرسوم الدراسية، ولكن يجب أن يتم اعتماد هؤلاء الأطفال بموجب الـ IDEA ويجب أن يكونوا ضمن فئة معينة من الإعاقات. يتيح هذا القانون تقييم أي طالب أو طفل ويقدم لهم حوافز إضافية قد تنطبق على حالتهم. كما يقوم الـ IEP بتقييم أهداف الطفل وتحديد ما يجب القيام به لتحقيق هذه الأهداف. الأطفال ذوي الإعاقة الذين لا يوجد لديهم أحد من الوالدين أو الأوصياء يدافع عنهم لا يتم خدمتهم بشكل جيد في النظام التعليمي مثل أقرانهم الذين لديهم مدافعون من الوالدين أو الأوصياء.
تمت كتابة إعداد الانتقال من التعليم في المرحلة الابتدائية حتى الثانوية إلى التعليم ما بعد الثانوي أو الحياة المهنية في البداية في قانون IDEA ليبدأ عند سن 12، ولكن في القانون الحالي، لا يبدأ إعداد الانتقال إلا في سن 16. بينما يوفر هذا القانون الحد الأقصى للعمر الذي يجب أن يبدأ فيه إعداد الانتقال، من المعروف أن الطلاب ذوي الإعاقة قد يتلقون إعدادًا للانتقال في سن أصغر، حيث قد تلزم الولايات سنًا أصغر، أو قد يحدد فريق الـ IEP أن سنًا أصغر مناسب لبدء إعداد الانتقال للطالب. بعض الطلاب ذوي الإعاقة أشاروا إلى أنهم لم يتلقوا أي إعداد للانتقال على الإطلاق. يجب تصميم خدمات الانتقال لتكون موجهة نحو النتائج بدلاً من كونها موجهة نحو النتيجة. وذلك لضمان أن خدمات الانتقال مصممة لنجاح الطالب. من المفترض أن يحضر الطلاب اجتماعات التخطيط للانتقال مع الـ IEP، لكن ليس جميع الطلاب يفعلون ذلك. بعضهم يحضر، ولكنهم عادة لا يتخذون دور القيادة - فقط أربعة عشر في المئة يفعلون ذلك. هذا يضع الطلاب ذوي الإعاقة في دور سلبي بدلاً من دور فاعل في خطط حياتهم. في دراسة أجريت في عام 2007 في مؤسسة تعليمية تقع في وسط غرب الولايات المتحدة، وُجد أن ثلث الطلاب ذوي الإعاقة شعروا أن إعدادهم للانتقال كان ناقصًا. العديد من هذه المجموعة لم يكونوا على دراية بالقوانين التي تتعلق بالإعاقة والتعليم العالي. هذا يتركهم دون فهم لاحتياجاتهم التعليمية وبدون القدرة على الدفاع عن أنفسهم.

#### التعليم العالي
اللعب في الدفاع عن الذات له دور مهم في نجاح الطلاب ذوي الإعاقة في التعليم العالي. بينما تم تقييد دراسة مهارات الدفاع عن الذات بشكل كبير بتأثيرها في الأوساط الأكاديمية، فإن مهارات الدفاع عن الذات، أو نقصها، تؤثر أيضًا في المواقف غير الأكاديمية. أظهرت دراسة في 2004 أن 3 في المئة فقط من الطلاب ذوي الإعاقة تلقوا تدريبًا على الدفاع عن الذات. الطلاب ذوو الإعاقة الذين يشعرون بالثقة بشأن هويتهم كأشخاص ذوي إعاقة ومهاراتهم في الدفاع عن أنفسهم هم أكثر احتمالًا للكشف عن إعاقاتهم والدفاع عن احتياجاتهم عند التفاعل مع أعضاء هيئة التدريس والموظفين. كما يتم توفير خدمات الدفاع للطلاب حيث يساعد الموظفون من برامج مختلفة المدرسين في الكليات على فهم احتياجات الطلاب ذوي الإعاقة الذين يحضرون دروسهم. لدرجة أنه عندما يحتاج الطلاب ذوو الإعاقة إلى وقت إضافي لإتمام دراستهم، يتم إجراء بعض الترتيبات لاستيعاب هؤلاء الطلاب. الطلاب ذوو الإعاقة الذين كانوا يشعرون بالخجل من هويتهم كأشخاص ذوي إعاقة ولم يفهموا احتياجاتهم كمتعلمين كانوا يتوجهون إلى أعضاء هيئة التدريس والموظفين للبحث عن حلول لاحتياجاتهم في التسهيلات. يساعد التعليم الطلاب ذوي الإعاقة على تعلم مهارات الدفاع عن أنفسهم التي تؤثر على قدرتهم على الدفاع عن صحتهم، وتأمينهم، واحتياجاتهم الأخرى.
على الرغم من أن قانون IDEA والفقرة 504 من قانون إعادة التأهيل يوفران الدعم لتعليم الأشخاص ذوي الإعاقة، فإن نتائج التعليم للأشخاص ذوي الإعاقة تختلف بشكل كبير عن نتائج الأشخاص غير ذوي الإعاقة. بعد المدرسة الثانوية، أظهرت دراسة في 2005 أن الطلاب ذوي الإعاقة يلتحقون بالتعليم ما بعد الثانوي، سواء في الكلية أو في المدارس التقنية أو المهنية، بمعدل 46 في المئة مقارنة بمعدل 63 في المئة للطلاب غير ذوي الإعاقة. هذا المعدل ارتفع بنسبة 23 في المئة منذ عام 1990، عندما تم تمرير قانون الأمريكيين ذوي الإعاقة لعام 1990. بالنسبة للمؤسسات التعليمية التي تمنح درجة البكالوريوس لمدة أربع سنوات، فإن 27 في المئة من الطلاب ذوي الإعاقة يلتحقون بها مقارنة بـ 54 في المئة من الطلاب غير ذوي الإعاقة. يختلف إتمام الدراسة الثانوية والالتحاق بالتعليم ما بعد الثانوي حسب نوع الإعاقة.
الطلاب ذوو الإعاقة هم المسؤولون عن الدفاع عن احتياجاتهم وتسهيلاتهم كمتعلمين في بيئات التعليم العالي. العديد من مؤسسات التعليم العالي لديها موظفون للعمل مع الطلاب ذوي الإعاقة بشأن طلبات التسهيلات. تختلف مؤسسات التعليم العالي في العملية اللازمة للحصول على التسهيلات والتسهيلات المقدمة. يمكن للموظفين في مؤسسات التعليم العالي التوصية بالتسهيلات. ومع ذلك، قد يختار أعضاء هيئة التدريس تعديل أو عدم تنفيذ التسهيلات على الإطلاق بناءً على مخاوف من ضعف نزاهة الدورة أو من احتمال طلبات التسهيلات المستمرة. عند العمل مع أعضاء هيئة التدريس بشأن التسهيلات، تذكر نصف الطلاب ذوي الإعاقة أنهم تلقوا ردودًا سلبية، في حين شعر النصف الآخر أن أعضاء هيئة التدريس كانوا متعاونين.
بالنسبة للأشخاص ذوي الإعاقة، يوفر الحصول على شهادة جامعية لمدة أربع سنوات مزايا كبيرة في التوظيف والرواتب.

### التوظيف واستثناء الحد الأدنى للأجور
أكثر من 56 مليون أمريكي مشمولون بميديكير.
المواطنون ذوو الإعاقة في الولايات المتحدة يتلقون تأمين ميديكير وفوائد الضمان الاجتماعي بدرجات متفاوتة. بالنسبة لأولئك الذين يسعون إلى العمل لأسباب علاجية أو اقتصادية، فإن قانون معايير العمل العادل لعام 1938 ينطبق. كان هذا القانون محاولة لتسهيل دمج عدد كبير من الجنود المعاقين العائدين من الجبهات "إلى الحد اللازم لمنع تقليص فرص العمل". يوفر القسم 14(c) لأرباب العمل طريقة لدفع أجور موظفيهم المعاقين أقل من الحد الأدنى للأجر الفيدرالي المعمول به. يقوم وزير العمل بإصدار شهادات تتماشى مع أجور الموظف بناءً على إنتاجيته.
اعتبارًا من 2012 كان هناك 420,000 موظف وفقًا للفقرة §14(c) يتقاضون أجورًا أقل من الحد الأدنى للأجر البالغ 7.25 دولار في الساعة. إداريًا، تم تحديد الأجر للأشخاص ذوي الإعاقة بشكل غير رسمي بنسبة 75 في المئة. أولئك الذين يعملون في مراكز العمل المحمية لا يوجد لهم حد أدنى للأجر. تم اقتراح قانون الأجور العادلة للعمال ذوي الإعاقة في عام 2013 لإلغاء الفقرة §14(c) لكنه لم يُمرر.

### التأمين
من غير القانوني لشركات التأمين في كاليفورنيا رفض توفير تأمين السيارات للسائقين الحاصلين على رخصة قيادة صحيحة فقط بسبب إعاقتهم. كما أنه من غير القانوني لهم رفض توفير تأمين السيارات "على أساس أن مالك السيارة التي سيتم تأمينها كفيف"، ولكن يُسمح لهم باستبعاد التغطية للإصابات والأضرار التي تحدث أثناء قيادة مالك كفيف غير مرخص للسيارة (يبدو أن القانون مصمم للسماح للأشخاص المكفوفين بشراء وتأمين سيارات يمكن لأصدقائهم أو عائلاتهم أو مقدمي الرعاية لهم قيادتها نيابة عنهم).

## السياسات والتشريعات
قواعد وزارة العمل لعام 2014 الخاصة بالمقاولين الفيدراليين، التي تم تعريفها على أنها الشركات التي تحقق أكثر من 50,000 دولار في السنة من الحكومة الفيدرالية، تطلب منهم أن يكون هدفهم هو أن يشكل الأشخاص ذوو الإعاقة 7 في المئة من قوتهم العاملة. في المدارس، يتطلب قانون ADA أن تكون جميع الفصول الدراسية مهيأة لتكون قابلة للوصول لذوي الكراسي المتحركة. أنشأ مجلس الامتثال للوائح المعمارية والنقل، المعروف أيضًا باسم "مجلس الوصول"، قانون إعادة التأهيل لعام 1973 لمساعدة في تقديم إرشادات حول وسائل النقل وإمكانية الوصول للأشخاص ذوي الإعاقة الجسدية.
حوالي 12.6 في المئة من سكان الولايات المتحدة هم من الأفراد الذين يعانون من إعاقة عقلية أو جسدية. العديد منهم عاطلون عن العمل بسبب الافتراضات التحيزية بأن الشخص ذو الإعاقة غير قادر على إتمام المهام التي تتطلبها القوى العاملة. أصبحت هذه القضية مشكلة حقوق الإنسان لأن هذه المجموعة تعرضت للتمييز عند محاولة التقدم للحصول على وظائف في الولايات المتحدة. العديد من مجموعات الدفاع عن الحقوق اعترضت على هذا التمييز، مطالبة الحكومة الفيدرالية بتنفيذ قوانين وسياسات تساعد الأشخاص ذوي الإعاقة.

### قانون إعادة التأهيل لعام 1973
تم سن قانون إعادة التأهيل لعام 1973 بهدف حماية الأفراد ذوي الإعاقة من المعاملة التمييزية من قبل البرامج الحكومية الممولة، وأرباب العمل، والوكالات. لقد ساعد هذا القانون في حماية المواطنين الأمريكيين من التمييز وأدى أيضًا إلى تعزيز الثقة بين الأفراد بحيث أصبحوا يشعرون براحة أكبر تجاه إعاقتهم. يتضمن قانون إعادة التأهيل لعام 1973 العديد من الأقسام التي تحتوي على معلومات تفصيلية حول ما يغطيه هذا القانون.
القسم 501
يجب على صاحب العمل توظيف الفرد الذي يستوفي مؤهلات وصف الوظيفة رغم وجود أي إعاقات سابقة.
القسم 503
يتطلب من المقاولين أو المقاولين الفرعيين الذين يتلقون أكثر من 10,000 دولار من الحكومة توظيف الأشخاص ذوي الإعاقة وتوفير التسهيلات اللازمة لهم لتحقيق النجاح في سوق العمل.
القسم 504
تنص على أن الولايات التي تتلقى تمويلًا اتحاديًا لا يجوز لها التمييز ضد أي شخص من ذوي الإعاقة الذي يتأهل للالتحاق بأي برنامج أو وظيفة.
في 22 يونيو 1999، أصدرت المحكمة العليا الأمريكية حكمًا في قضية "أولمستيد ضد ل. سي." التي قالت إن الفصل غير المبرر للأشخاص ذوي الإعاقة يشكل تمييزًا ينتهك العنوان الثاني من قانون الأمريكيين ذوي الإعاقة.[بحاجة لمصدر] وقد تم تفسير هذا الحكم على أنه يعني أنه يجب على الحكومة أن توفر لجميع الأشخاص ذوي الإعاقة الفرص للبقاء في منازلهم بدلاً من العيش في دور الرعاية، دور التمريض، أو أسوأ من ذلك، في المؤسسات الخاصة بالأشخاص ذوي الإعاقة. وتم تفسيره على أن الحكومة يجب أن تبذل قصارى جهدها لإدماج الأشخاص ذوي الإعاقة في مجتمعاتهم، وتوفير فرص العمل لهم إذا كان ذلك ممكنًا، وتمكينهم من الزواج، وامتلاك المنازل، والتفاعل مع الأشخاص غير المعاقين.[بحاجة لمصدر]

### قانون الأمريكيين ذوي الإعاقة لعام 1990
سنّت الحكومة الفيدرالية قانون الأمريكيين ذوي الإعاقة لعام 1990 (ADA)، الذي تم إنشاؤه لتوفير الفرص المتساوية للعمل، والوصول إلى المنشآت الممولة من القطاعين العام والخاص، ووسائل النقل للأشخاص ذوي الإعاقة. تم إنشاء هذا القانون بهدف ضمان عدم تمييز أصحاب العمل ضد أي فرد مهما كانت إعاقته. في عام 1990، تم جمع بيانات لعرض نسبة الأشخاص ذوي الإعاقة الذين يعملون في الولايات المتحدة. من بين 13 في المئة الذين أكملوا الاستبيان، كان 53 في المئة فقط من الأشخاص ذوي الإعاقة يعملون، في حين أن 90 في المئة من هذه الفئة لم يعملوا، أراد الحكومة تغيير هذا الوضع، وجعل الأشخاص ذوي الإعاقة يحصلون على نفس الفرص مثل الأشخاص غير المعاقين. وقد فرض قانون ADA على الشركات أن تقوم بتوظيف الأشخاص المؤهلين ذوي الإعاقة وتوفير التسهيلات اللازمة لهم.
العنوان الأولالتوظيف
يجب على صاحب العمل أن يمنح الشخص المؤهل ذو الإعاقة نفس الفرص التي يحصل عليها أي موظف آخر، بغض النظر عن إعاقته. يجب على صاحب العمل أن يقدم نفس الامتيازات للعمل بما في ذلك الأجر وساعات العمل والتدريب، كما يجب عليه إنشاء التسهيلات المناسبة للشخص الذي يعاني من إعاقات جسدية أو عقلية.
العنوان الثانيأنشطة الحكومة المحلية والدولية
يتطلب من الحكومة تقديم نفس الفرص للأشخاص ذوي الإعاقة فيما يتعلق بالعمل والبرامج والوصول إلى المباني والخدمات. يتطلب العنوان الثاني أيضًا من المباني أن توفر تسهيلات للوصول السهل للأشخاص ذوي الإعاقة وأن تقدم مترجمين يمكنهم مساعدة ذوي الإعاقات السمعية أو الكلامية. ومع ذلك، لا يُطلب من الأماكن العامة توفير تسهيلات قد تؤدي إلى تغيير خدماتها طالما أنها أظهرت أنها بذلت كل جهد ممكن لمنع التمييز ضد الأشخاص ذوي الإعاقة.
العنوان الثالثوسائل النقل
يجب تخصيص المواصلات العامة بحيث يتمكن الأشخاص ذوو الإعاقة من الوصول بسهولة إلى وسائل النقل العامة. خدمات النقل المساعدة هي خدمة توفر وسائل النقل للأشخاص الذين لا يستطيعون الانتقال من مكان لآخر بسبب إعاقتهم العقلية أو الجسدية.
العنوان الرابعتسهيلات الاتصالات
يتطلب من شركات الهاتف توفير خدمة تبادل الاتصالات طوال أيام الأسبوع وعلى مدار الساعة. ويُطلب من شركات الهاتف توفير تسهيلات للأشخاص الصم أو الذين يعانون من ضعف السمع من خلال توفير طرف ثالث يساعد الطرفين على التواصل مع بعضهما البعض.

## ثقافة الإعاقة

### الإعلام
يوفر المركز الوطني للإعاقة والصحافة الموارد والدعم للصحفيين والمتخصصين في الإعلام الذين يغطون قضايا الإعاقة. يقع المركز في مقر مدرسة والتر كرونكايت للصحافة والاتصال الجماهيري في جامعة ولاية أريزونا.

### الفنون
هناك العديد من المبادرات الحكومية التي تدعم مشاركة الأشخاص ذوي الإعاقة في البرامج الفنية والثقافية. تضم معظم حكومات الولايات الأمريكية منسقًا للتسهيلات ضمن وكالة الفنون التابعة لها أو منظمات الفنون الإقليمية. كما توجد مجموعة متنوعة من المنظمات غير الحكومية والجماعات غير الربحية التي تدعم المبادرات التي تروج للفنون والثقافة الشاملة.
- مكتب التسهيلات في الصندوق الوطني للفنون[92]
- مجموعة وسائل الإعلام في WGBH: هي محطة إذاعة عامة لمنطقة بوسطن. تضم ثلاث أقسام: مركز الترجمة، خدمات الفيديو الوصفية (DVS)، ومركز كارل وروث شابيرو الوطني للإعلام المتاح (NCAM). كانت WGBH رائدة في تقديم التلفزيون والفيديو المتاح في الولايات المتحدة.
- المركز الدولي للصمم والفنون يقدم التعليم والتدريب والمشاريع الفنية في مجالات مثل المسرح والمهرجانات الفنية والمتاحف والرقص والتعليم عن بُعد وبرامج الأطفال.

إن تطوير الفنون الخاصة بالإعاقة في الولايات المتحدة مرتبط أيضًا بعدد من المنظمات غير الربحية مثل Creative Growth في أوكلاند، كاليفورنيا، التي تخدم الفنانين البالغين الذين يعانون من إعاقات تطويرية وعقلية وجسدية، وتوفر بيئة استوديو احترافية لتطوير الفن، ومعارض فنية وتمثيل اجتماعي بين الأقران. وتشمل المنظمات ذات الأهداف المماثلة في منطقة خليج سان فرانسيسكو كل من Creativity Explored في سان فرانسيسكو، وNIAD Art Center في ريتشموند، كاليفورنيا.

## قراءة إضافية
- Burch، Susan (يوليو 2009). "(Extraordinary) Bodies of Knowledge: Recent Scholarship in American Disability History". OAH Magazine of History. ج. 23 ع. 3: 29–34. DOI:10.1093/maghis/23.3.29. ISSN:0882-228X.
- Alston، Reginald J.؛ Russo، Charles J.؛ Miles، Albert S (1994). "Brown v. Board of Education and the American with Disabilities Act: Vistas of equal educational opportunities for African Americans". Journal of Negro Education. Howard University. ج. 63 ع. 3: 349. DOI:10.2307/2967186. ISSN:2167-6437. JSTOR:2967186.
- Lansing، Michael J. (يناير 2009). "'Salvaging the Man Power of America': Conservation, Manhood, and Disabled Veterans during World War I". Environmental History. ج. 14: 32–57. DOI:10.1093/envhis/14.1.32. ISSN:1084-5453.
- Longmore، Paul (يوليو 2009). "Making Disability an Essential Part of American History". OAH Magazine of History. ج. 23 ع. 3: 11–15. DOI:10.1093/maghis/23.3.11. ISSN:0882-228X.

## روابط خارجية
- بيانات مكتب الإحصاء حول الإعاقة
- غير صالح للعمل: الارتفاع المدهش للإعاقة في أمريكا (2013)